# 家庭裁判所調查官
家庭裁判所調查官（日语：／ Katei saibansho chōsakan */?）是指依日本裁判所法第61條之2第1項規定，配屬在日本各地家事法院（家庭裁判所）以及各地高等法院（高等裁判所）下並依法執行相關職務的人員，簡稱「調查官」。在一般民眾的認知中，家庭裁判所調查官遠比另一種簡稱也是調查官的「裁判所調查官」（同法第57條）來的有名許多；因此為了避免混淆起見，也有人使用家裁調查官（かさいちょうさかん）的稱呼。

## 職務

### 與職掌有關的規定
日本裁判所法第61條之2第4項規定：家庭裁判所調查官承法官（裁判官）之命，職掌下列事項（同條第2項）。
- 各地家事法庭部分
  - 在家事事件手續法所規定的家事審判及家事調解案件中進行必要的調查。包括：
    - 事實調查（同法第58條、258條、261條）
    - 於審判或調解期日出席並陳述意見（同法第59條第1、2項，258條）
    - 與社會福利機關連繫採取相關處置（同法第59條第3項、258條、261條第5項、289條第4項）
    - 確認未成年者的意思等（同法第65條、258條）
    - 監督成年人的監護、保護、輔助及未成年人的監護等事務（同法第124條第3項、133條、142條、180條）
    - 調查意定監護人執行事務是否適當（同法第224條）
    - 調查於審判或是調解程序中成立調解後，義務人履行的狀況以及在義務人未履行時予以勸告（同法第289條第3項）

  - 在少年法所規定的少年保護事件的審判中進行必要的調查。包括：
    - 事實調查（同法第8條第2項）
    - 對於應移付審判的少年進行調查並提出報告（同法第7條、少年審判規則第10條）
    - 聽取被害人及相關人等的意見（同法第9條之2）
    - 依同行狀（類似拘票）執行同行（類似拘提）（同法第13條第1項）
    - 執行觀護措施（同法第17條第1項）
    - 執行觀察（同法第25條，又稱「試驗觀察」）
    - 執行法官的決定（裁定）（同法第26條第1項）
    - 於審判期日出席並陳述意見（同規則第28條第2項、第30條）

  - 在人事訴訟法規定的人事訴訟第一審裁判（與附帶處分及指定監護人的裁判有關者，同法第32條第1、3項）中進行必要的調查。包括：
    - 事實調查（同法第34條）
    - 調查依裁判需負義務都的履行狀況以及在義務人未履行時予以勸告（同法第38條第3項）

  - 裁判所法以外的其他法律所指定辦理的事務
- 各地高等裁判所部分
  - 就家事抗告審案件的審理進行必要的調查
  - 就附帶處分等裁判的上訴審案件進行必要的調查

### 實際工作內容
要成為家庭裁判所調查官必需參加「裁判所職員採用總合職試驗」合格，才能錄取為後補家庭裁判所調查官；然後還要經過2年的研習，結業後始能被任命為正式的家庭裁判所調查官。在養成教育期間，也要求學員要能習得執行1個以上的心理測驗的技巧，以及與未來執行職務領域相關的法學知識（程度要與後補法官相當）。
成為正式的家庭裁判所調查官後，需在主任家庭裁判所調查官的指導下辦理案件。主要的工作內容包括在離婚案件調查夫妻的狀況、在少年保護事件中對少年及其家庭的問題進行實地訪查及確認等。
此外家庭裁判所調查官於少年保護事件中，依法可在特定的情況下得逕自開始調查，無需得到法官的允許（少年法第7條第2項）。這與裁判所其他職員通常必需要是因為當事人的申請或法官的命令才能行使職權而言，是非常特殊的情形。

## 醜聞
2018年（平成30年）間，有一名家庭裁判所調查官被發現他將在東京家庭裁判所任職時所承辦的一件未成年男性調查案件的內容在轉調至大阪家庭裁判所後寫成論文公開，侵害了該名男性的隱私權，該名男性因此提起國家賠償訴訟。東京高等裁判所之後則判決家庭裁判所必需對該調查官的行為負責，並命國家應賠償30萬日元。

## 以家庭裁判所調査官為題材的作品
- 毛利甚八原作　魚戸おさむ画の漫画『家栽の人』 - 家庭裁判所の裁判官を主人公とし、その部下として家庭裁判所調査官が登場する。
- NHK月曜ドラマシリーズ 『少年たち』
- 伊坂幸太郎 『チルドレン』 - 全編を通して登場する人物が家庭裁判所調査官、またはそれを目指す学生。
- 柚月裕子 『あしたの君へ』 家庭裁判所調査官補の物語。
- あまねかずみ作の漫画『わたしは調査官』 - 作者の別作「こちら椿産婦人科」のスピンオフ作品。本作の主人公（「こちら～」の主人公椿万作の従妹）が家庭裁判所調査官補として研修中という設定である。一巻完結。

## 脚注
1. ↑  . 日本経済新聞 電子版.   [2018-10-03]. （原始内容存档于2020-09-29） （日语）.

## 關連項目
- 裁判所
- 裁判所職員
- 裁判所調查官
- 最高裁判所调查官
- 裁判所職員綜合研修所
- 藤川洋子
- 村松励

## 外部連結
- 家庭裁判所調査官（裁判所ウェブサイト）